# Sophie Kiseleff
Zofia Potocka (en français Sophie Potocki, puis Sophie Kiseleff ; 1801 - 2 janvier 1875), fille de Stanislas Félix Potocki et de Sophia Glavani, épouse en 1821 le général Pavel Kiseleff, dont elle se sépare dès 1829, sans que le couple soit autorisé par le tsar à divorcer. La mort en bas âge de leur fils, Vladimir (1822-1824) est la cause de la dégradation de leur couple.

## Source de la traduction
- (en) Cet article est partiellement ou en totalité issu de l’article de Wikipédia en anglais intitulé « Zofia Kisielew » (voir la liste des auteurs).